# Jagadhri
Jagadhri – miasto w północnych Indiach, w stanie Hariana. Według spisu z 2011 roku liczy 124,9 tys. mieszkańców. Leży około 100 km od stolicy stanu – Czandigarh.